# SS-Ehrenring
SS-Ehrenring (SS-æresring), også kaldet Totenkopfring (dødningehovedring), var oprindelig en privat udmærkelse indført af Heinrich Himmler til medlemmer af SS med et medlemsnummer på op til 5.000. Senere blev ringen tildelt alle SS-medlemmer, som havde havde afsluttet „SS-Führerschule“ (senere SS-Junkerschule) med succes.
Ringen blev udformet af den senere SS-Gruppenführer Karl Maria Wiligut efter opfordring af Heinrich Himmler, er udført i sølv, og bærer på ydersiden et dødningehoved med to knogler lagt over kors.